# Ficus longifolia
Ficus longifolia är en mullbärsväxtart som beskrevs av Heinrich Wilhelm Schott. Ficus longifolia ingår i släktet fikonsläktet, och familjen mullbärsväxter. Inga underarter finns listade i Catalogue of Life.

## Bildgalleri

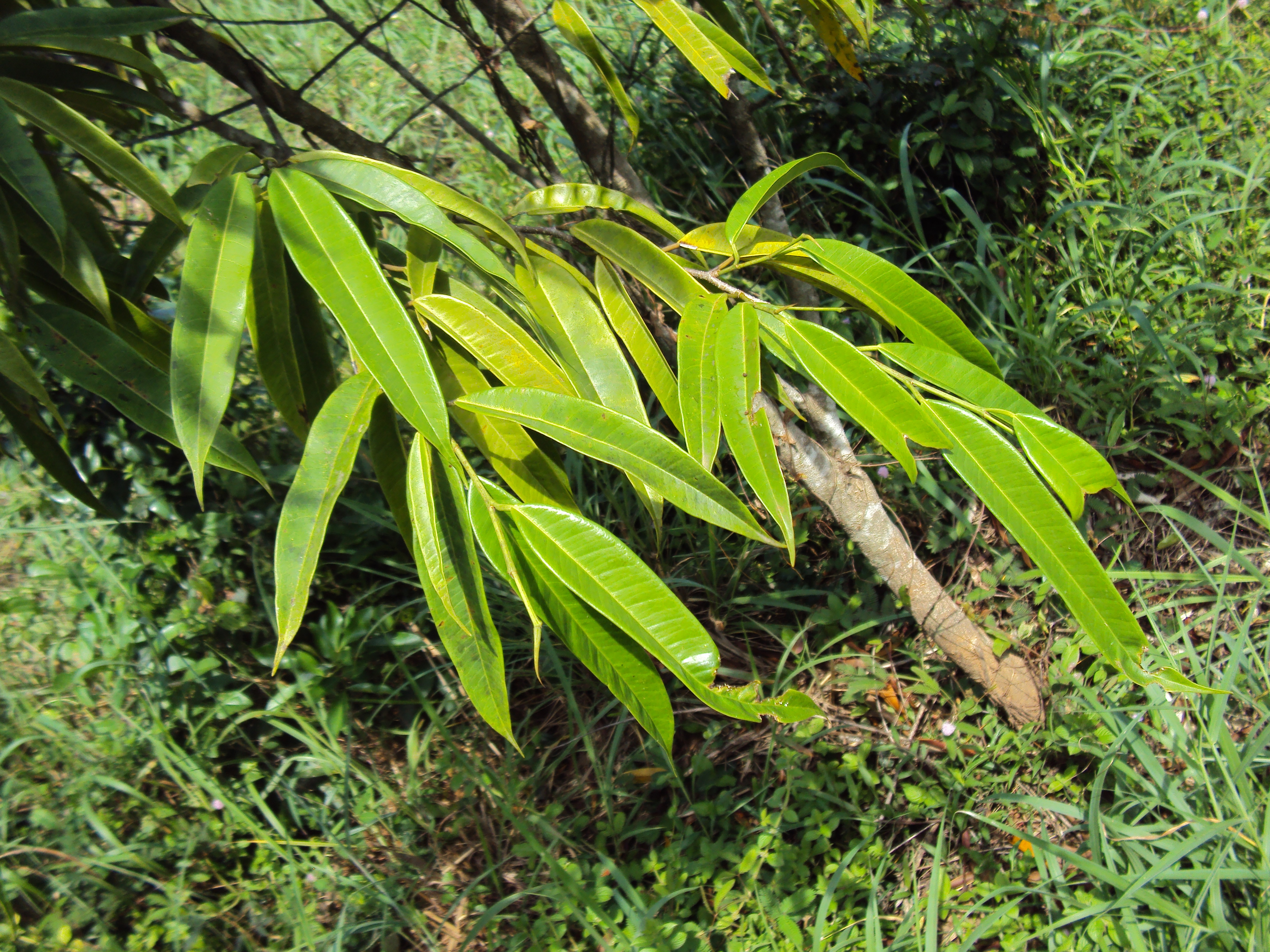
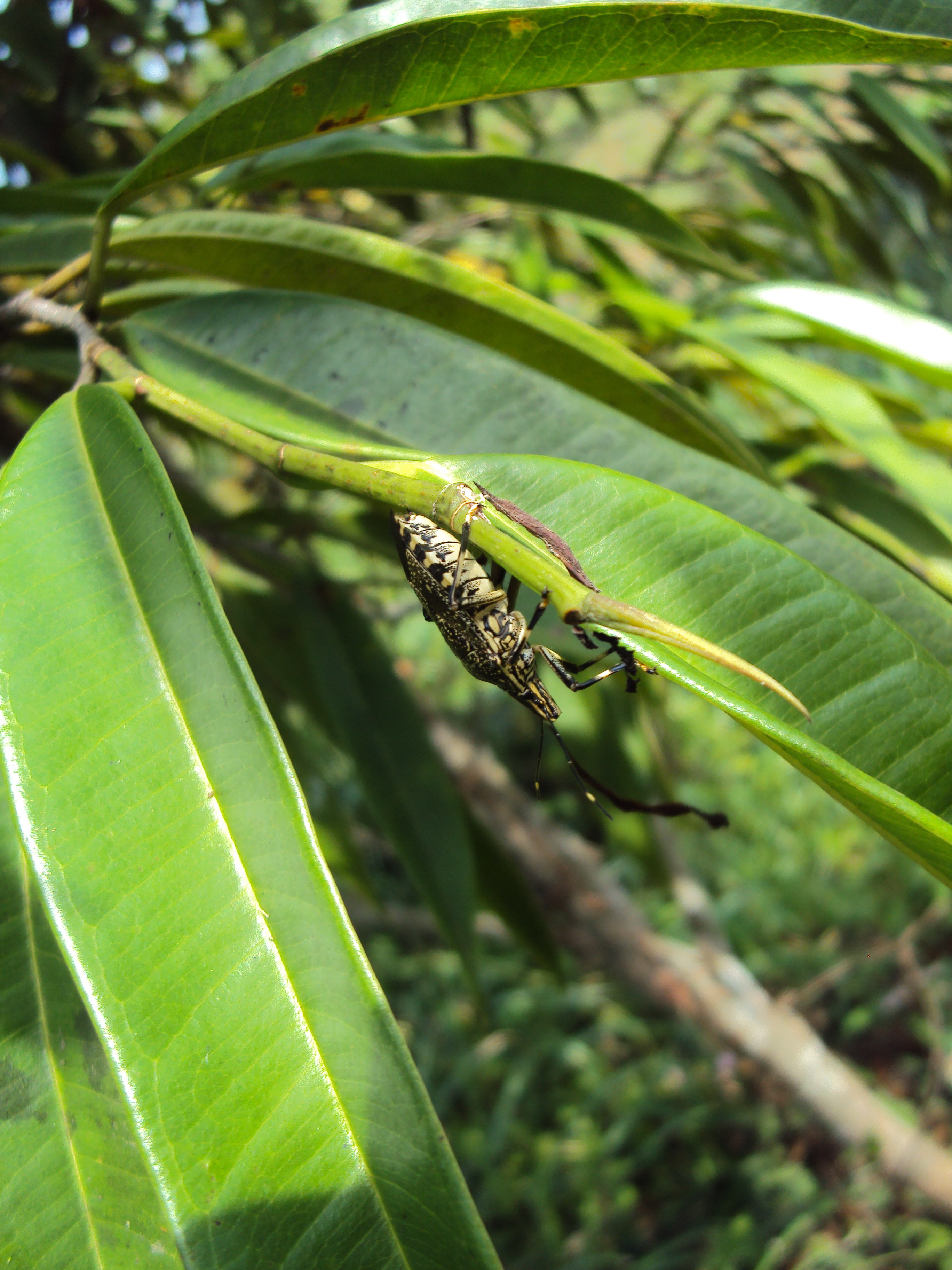
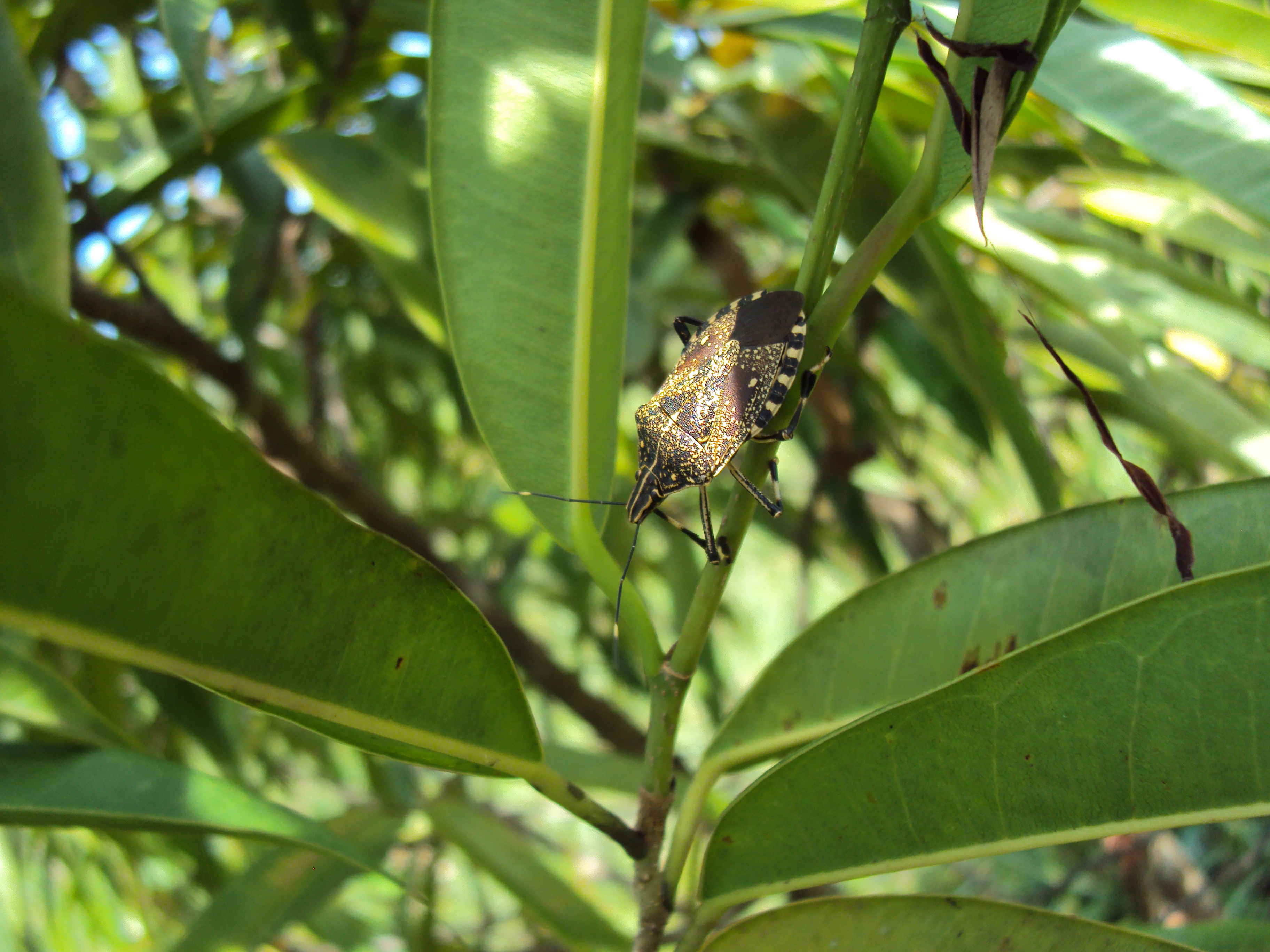
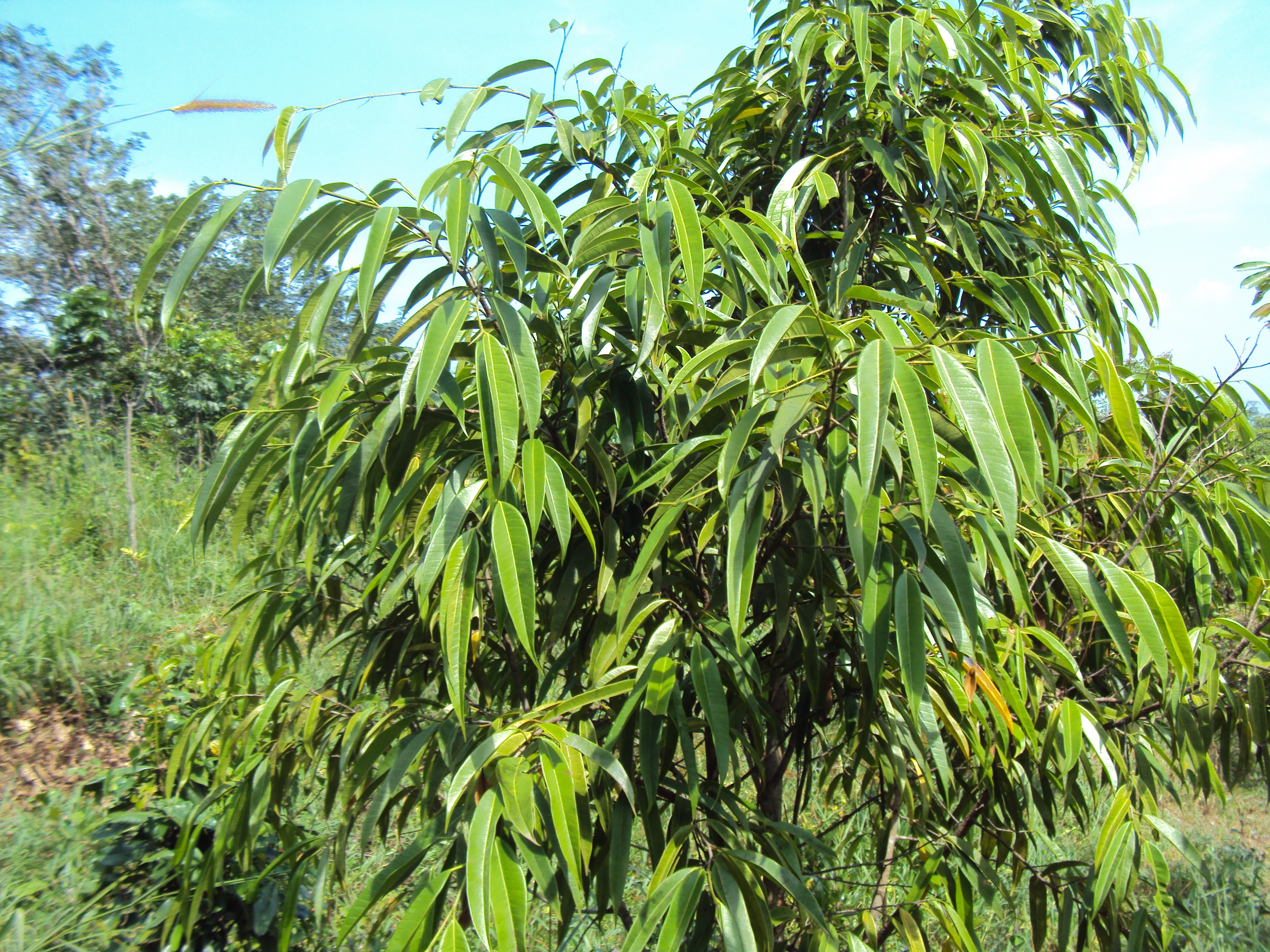